# 丁威迪縣 (維吉尼亞州)
丁威迪县（英語：Dinwiddie County）是美國維吉尼亞州東南部的一個縣。面積1,313平方公里。根據美國2000年人口普查，共有人口24,533人。縣治丁威迪（Dinwiddie）。
成立於1752年2月27日。縣名紀念殖民地時期副州長羅伯特·丁威迪。